# شی چنگشنگ
شی چنگشنگ (انگلیسی: Shi Chengsheng؛ زادهٔ ۴ مارس ۱۹۶۷) جودوکار اهل چین بود. وی در بازی‌های المپیک تابستانی ۱۹۹۲ شرکت کرده‌است.